# Ralph Bown
Ralph Bown (* 22. Februar 1891 in Fairport (New York); † 25. Juli 1971) war ein US-amerikanischer Radiopionier.

## Leben
Ralph Bown erlangte seinen Ph. D. an der Cornell University, an der er dann auch Physik unterrichtete. Im Ersten Weltkrieg diente er im United States Army Signal Corps, wo er als Leiter des Radio-Labors Vakuumröhren entwickeln ließ. Danach ging er in die Entwicklungsabteilung von AT&T, aus der 1934 die Bell Labs wurden.
Brown beschäftigte sich mit Elektromagnetismus für Rundfunk, Schiff-Küsten-Kommunikation, Flugfunk, Radar und interkontinentale Telefonie.
Er war Berater für das National Defense Research Committee und das Secretary of War.
Ralph Brown wurde Forschungsleiter bei den Bell Labs, wo er auf einer Konferenz im Juni 1948 die Erfindung des Transistors bekannt gab.

## Auszeichnungen
- IEEE Morris N. Liebmann Memorial Award; 1926
- IEEE Medal of Honor; 1949

## Werke
- Some Recent Measurements of Trans-Atlantic Radio Transmission; 1923